# Zwickau-profeterne
Profeterne fra Zwickau var en gruppering indenfor den radikale reformation i Tyskland. Den 27. december 1521 kom de tre selvudnævnte profeter Thomas Dreschel, Nicolas Storch og Mark Thomas Stübner, der var under påvirkning af Thomas Müntzer, fra Zwickau til Wittenberg, hvor de virkede frem til marts 1522, men blev afvist af Martin Luther. 
En del af Zwickau-profeternes tilhængere tilsluttede sig senere Thomas Müntzers bondeoprør 1525. Den sydtyske bondekrig var oprindelig et oprør mod den feudale undertrykkelse, men udviklede sig under Müntzers ledelse til en krig mod myndighederne og deres institutioner og var et forsøg på gennem en revolution at etablere et kristent fællesskab med absolut lighed og fælleseje.